# 边塞诗
边塞诗，是以边塞风光与军民生活为题材的诗。著名的边塞诗人有杨炯、高适、岑参、王昌龄、陳子昂等。
边塞诗是唐诗中的一支重要流派。一般认为，边塞诗初步发展于汉魏六朝时代，隋代开始兴盛，唐朝即进入发展的黄金时代。
它的主要意象：烽火、羌笛等
越南的边塞诗人代表是陈朝诗人范师孟。

## 外部連結
- 陳偉強：〈尋源屢鑿空：初唐四傑的邊塞書寫 （页面存档备份，存于）〉。